# Bora (vânt)

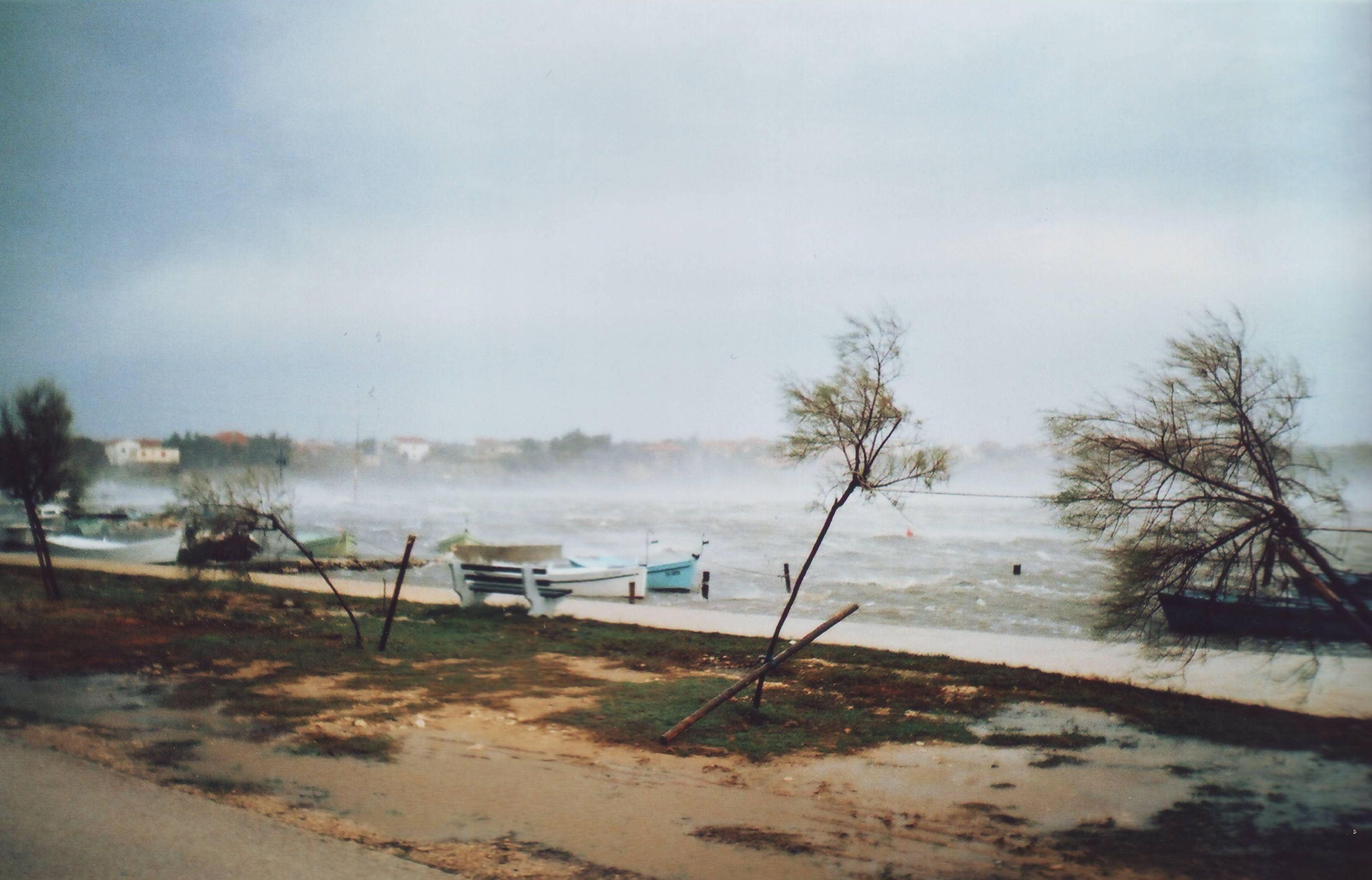
Bora puternică în Nin, Croația

Bora este un vânt rece, uscat și puternic, care suflă dinspre nord-est, în special în regiunile de coastă ale Mării Adriatice, care afectează, în principal, partea estică a Italiei, Croația, Slovenia, dar și părți din Grecia și sudul Albaniei. O denumire similară este folosită pentru vânturile de nord-est în alte zone litorale din estul bazinelor Mării Negre și Mediteranei.

## Numele
Este cunoscut în greacă ca μπόρα (mpóra, pronunțat bora) și italiană ca bora. Numele sârbo-croat bura și slovenul burja nu sunt înrudite etimologic cu bora; derivă din slava comună burja „furtună” (de la verbul *burĭti), iar sensul „bora” s-a dezvoltat mai târziu.
Aceeași origine ca a cuvântului bora se găsește în numele figurii mitologice grecești ale zeului Boreas (Βορέας) și a cuvântului grecesc modern pentru vântul de nord βοράς. Lingviștii istorici speculează că numele ar putea deriva dintr-o rădăcină protoindo-europeană * g w orh x - „munte”, care a dat naștere în slavă la gora și în sanscrită giri-, ambele însemnând „munte”.

## Caracteristici

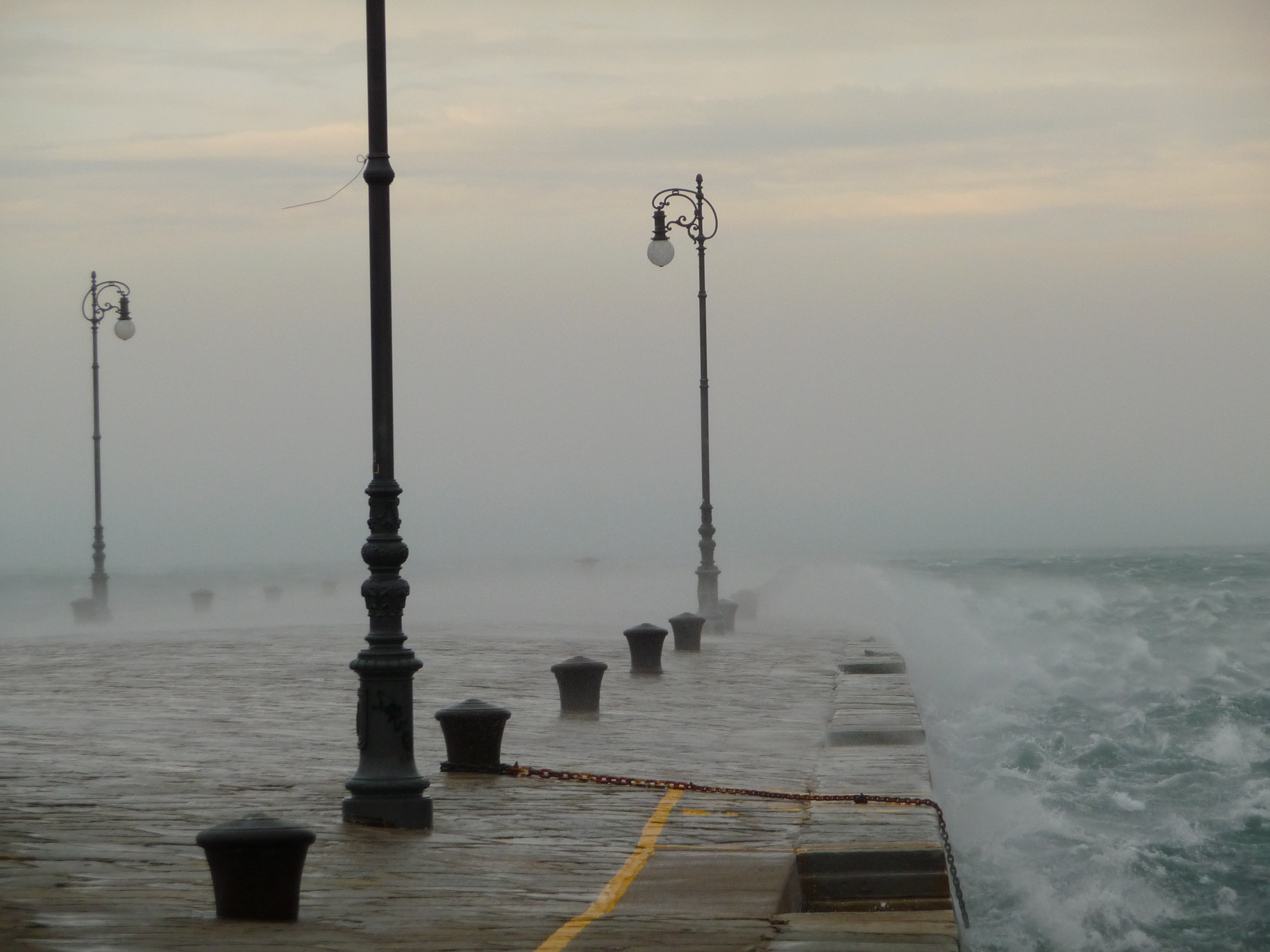
Bora de pe Molo Audace din Trieste, februarie 2011

Bora schimbătoare poate fi adesea simțită în toată Croația Adriatică, pe litoralul muntenegrean, pe litoralul sloven, în Trieste și în restul coastei de est a Adriaticii. Suflă în rafale. Bora este mai frecventă în timpul iernii. Afectează zonele de coastă și slăbește în intensitate în larg.
Suflă cel mai tare atunci când o zonă polară de înaltă presiune se află deasupra munților acoperiți cu zăpadă din podișul interior din spatele lanțului muntos de coastă Dinaric și o zonă calmă de joasă presiune se află mai la sud, deasupra Adriaticii mai calde. Pe măsură ce aerul devine și mai rece și astfel mai dens noaptea, bora e mai puternic. Temperatura sa inițială este atât de scăzută încât chiar și cu încălzirea ocazionată de coborârea sa ajunge în zonele joase ca un vânt rece.
Vântul are două denumiri tradiționale diferite în zonele Italiei și Croației, în funcție de condițiile meteorologice asociate: „bora ușoară” (în italiană bora chiara) este o bora în prezența cerului senin de anticiclon, în timp ce norii ciclonici care se adună pe vârfurile dealurilor și se deplasează spre litoral cu ploaie sau zăpadă caracterizează „bora întunecată” (în italiană: bora scura, în croată skura bura).

## Zonele afectate

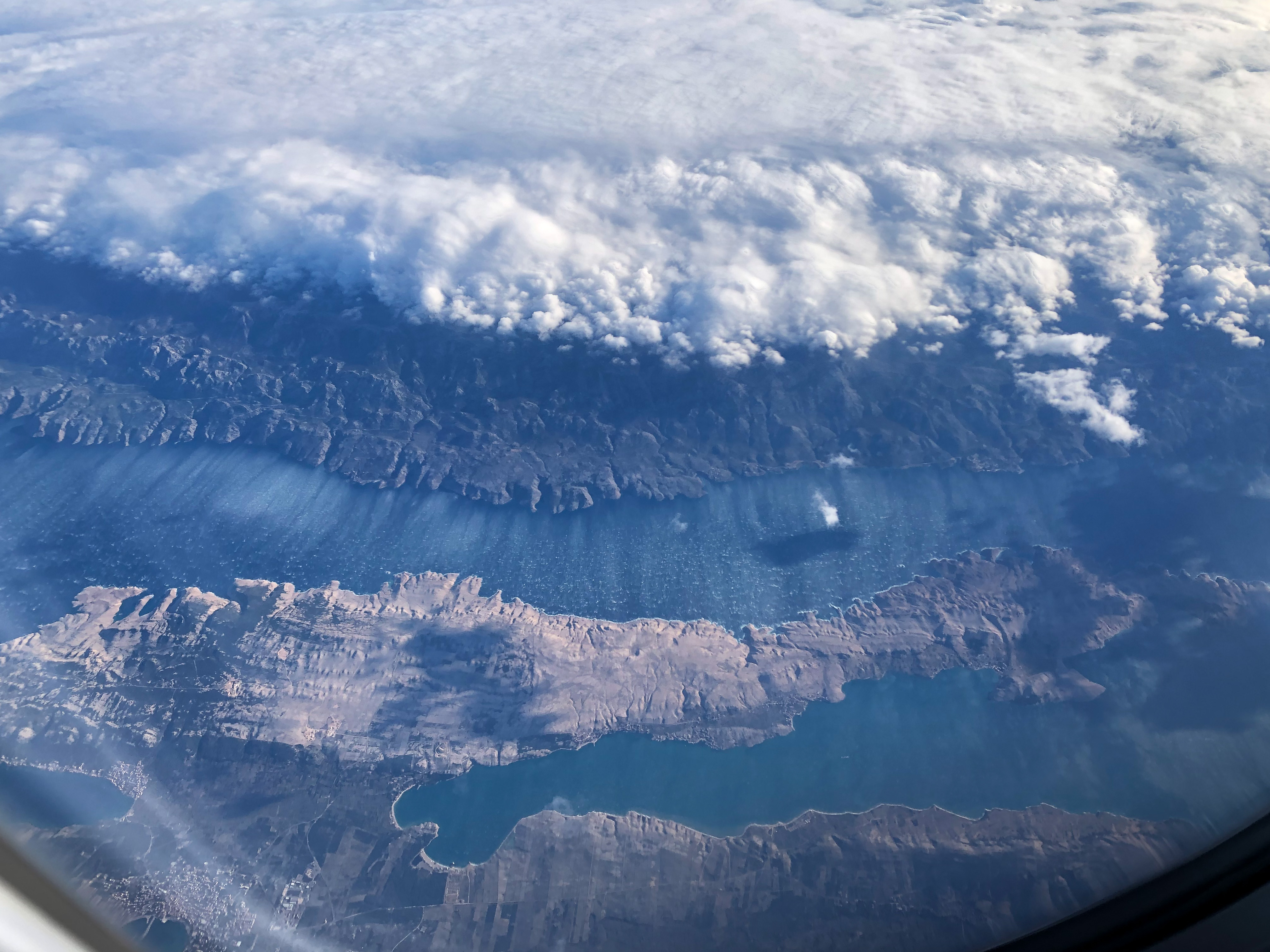
Bora văzută dintr-un avion lângă Novalja, Croația (marea cu dungi albe)

Zona în care apar unele dintre cele mai puternice vânturi bora este lanțul muntos Velebit din Croația. Acest lanț montan de pe litoral, care se întinde pe 145 km, reprezintă o diviziune meteo-climatică uriașă între puternica clima continentală a interiorului, caracterizată prin diferențe semnificative de temperatură zi/noapte pe tot parcursul anului, și coasta Adriaticii, cu un climat mediteraneean. Bora apare deoarece aceste două sisteme meteorologice separate se întâlnesc și tind să se egalizeze peste lanțul muntos.

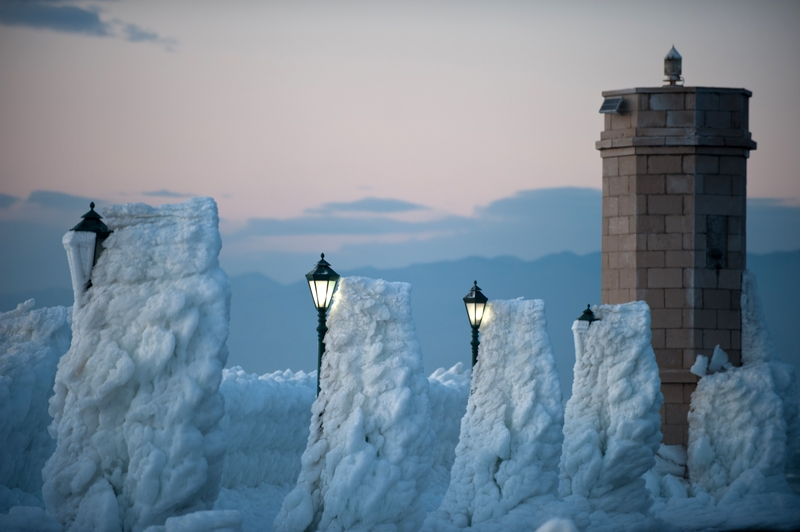
Senj în timpul valului de frig european din 2012

Navigarea pe mare în timpul borei poate fi o provocare și necesită prudență, în ceea ce privește pregătirea atât a ambarcațiunii, cât și a echipajului său. Valurile scurte, înalte, cu vârfuri albe sunt caracteristicile sale, îngreunând navigația. Picăturile mici formate de vânt creează un așa-numit „fum de mare” care reduce vizibilitatea semnificativ. Marinarii cu experiență au un proverb: "Când bora navighează, tu nu o faci!" Navigarea poate fi extrem de periculoasă pentru un navigator neexperimentat în Canalul Velebit, deoarece vântul poate începe brusc într-o zi senină și calmă și poate duce la probleme majore, afectând frecvent și traficul rutier.

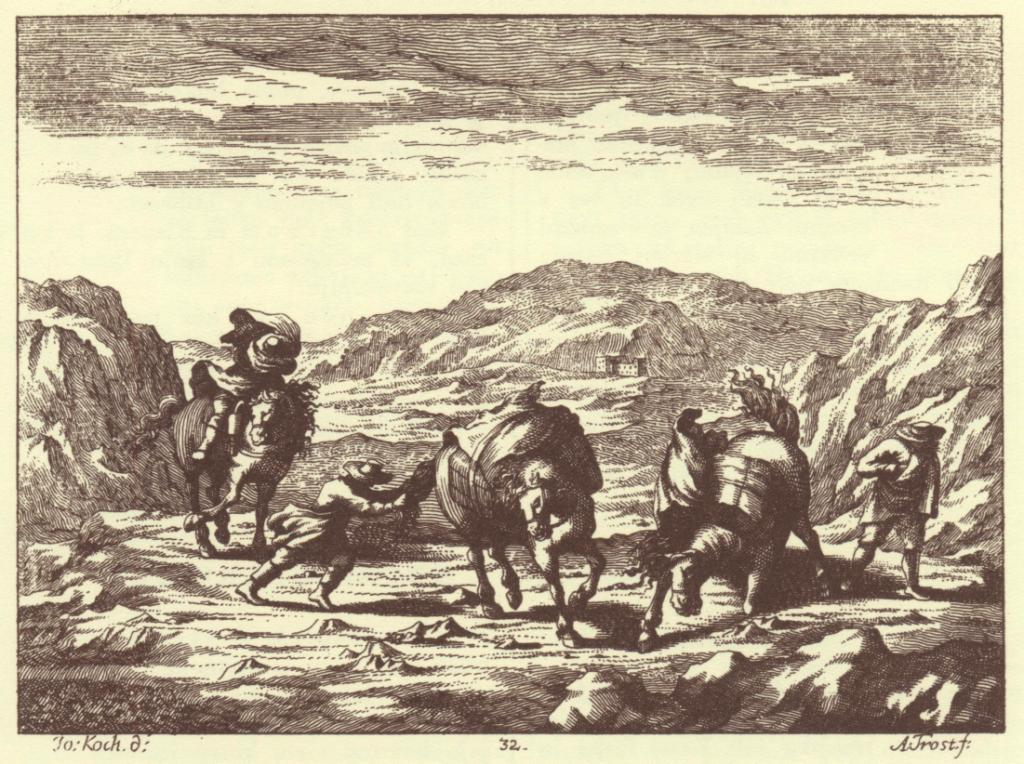
Bora de pe Platoul Karst, înfățișată în Gloria Ducatului de Carniola a lui Valvasor, secolul al XVII-lea

În apropierea orașelor Senj, Stara Novalja, Karlobag și în partea sudică al tunelului Sveti Rok din Croația, poate atinge viteze de până la 220 km/h. La 21 decembrie 1998, viteza unei rafale pe podul Maslenica (la nord de Zadar) a atins recordul de 69 m/s sau 248 km/h.  Pe acea parte a autostrăzii au fost instalate paveze de vânt. În perioada 22-25 decembrie 2003, pe autostrada A1, lângă tunelul Sveti Rok, s-a măsurat viteza de 304 km/h, dar acesta nu este considerat un record oficial deoarece instrumentele nu au fost calibrate pentru o astfel de viteză.

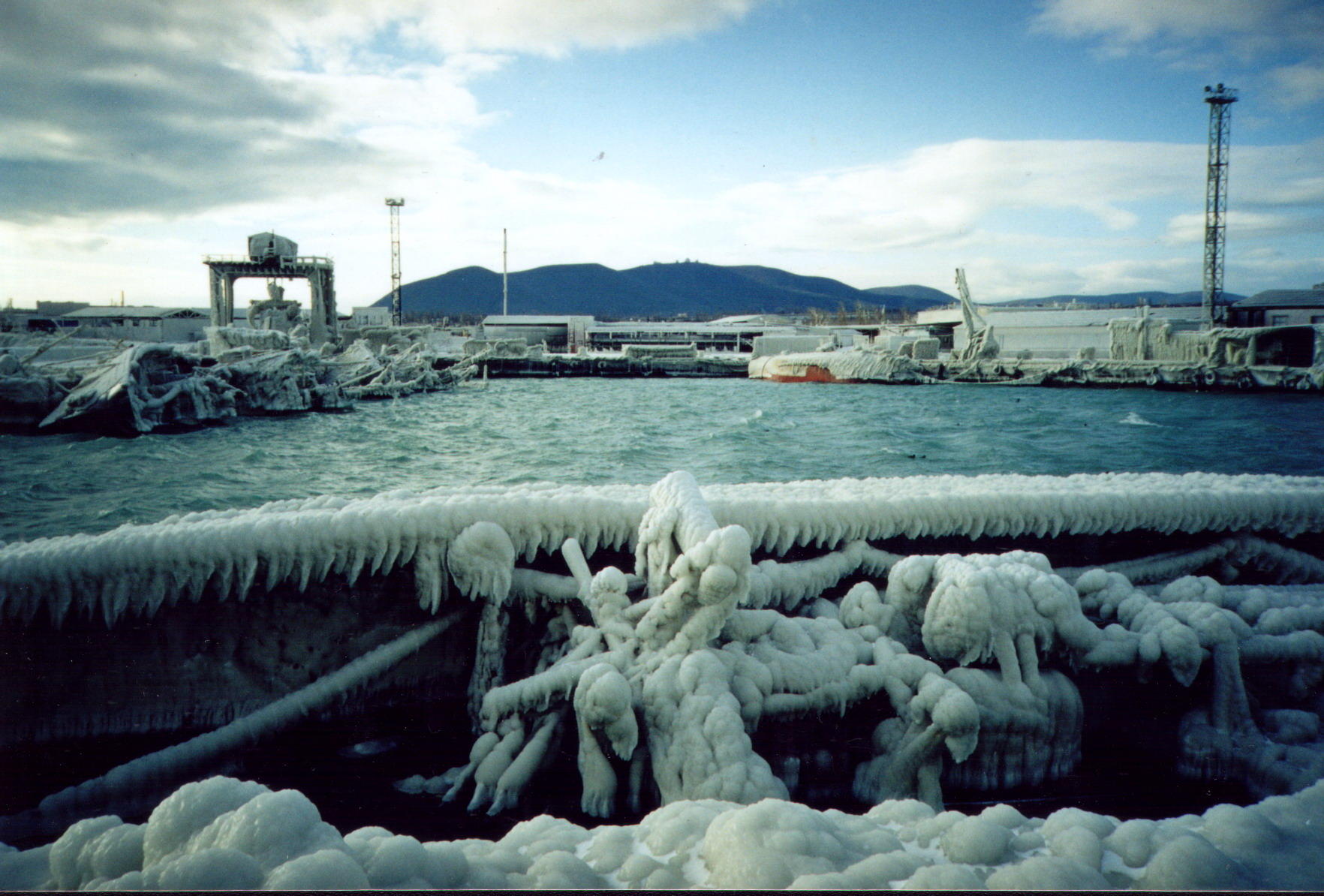
După catastrofa borei, Novorossiisk 1997

Incidente în care Marea Adriatică a ajuns acoperită de gheață în timpul unei furtuni bora au fost înregistrate în 1956 în Senj și în 1963 în Makarska. Durata maximă a vântului intens constant de bora a fost măsurată la 67–68 de ore în Dalmația. În februarie 2012, în timpul valului de frig european de la începutul anului 2012, țărmul din Senj a înghețat și s-a adunat zăpadă după ce o bora de 150 de km/h a scăzut temperatura la -14 °C, cu valuri de 7 metri înălțime. Bora a smuls copacii din sol și a distrus acoperișurile caselor. Pe insula Pag, Bora a aruncat peștii din mare. În multe orașe de coastă croate, apa dulce a înghețat în interiorul conductelor.
Vânturile puternice de bora apar și în Golful Țemes al Mării Negre, lângă portul rusesc Novorossiisk, unde sunt cunoscute sub numele de nordost ("nord-est"). Pot atinge viteze de până la 220 km/h.